# Danh dự

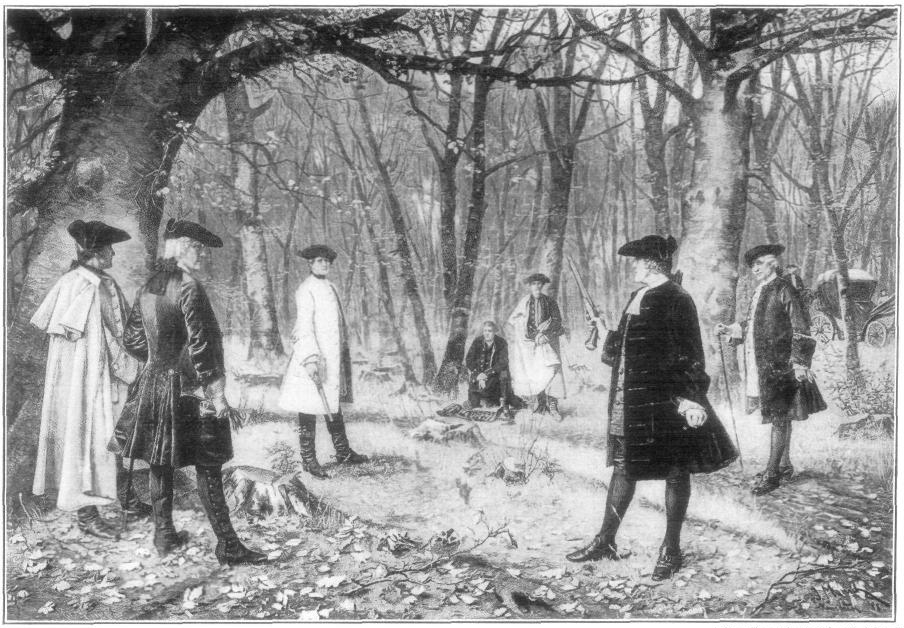
Alexander Hamilton bảo vệ danh dự của mình bằng cách chấp nhận thách thức của Aaron Burr.

Danh dự là ý tưởng về sự gắn kết giữa một cá nhân và xã hội như một phẩm chất của một người vừa là giáo dục xã hội vừa là đạo đức cá nhân, thể hiện như một quy tắc ứng xử, và có các yếu tố khác nhau như valor, hào hiệp, trung thực và từ bi. Đó là một khái niệm trừu tượng đòi hỏi một phẩm chất nhận thức về sự xứng đáng và tôn trọng, ảnh hưởng đến cả vị thế xã hội và sự tự đánh giá của một cá nhân hoặc tổ chức như gia đình, trường học, trung đoàn hoặc quốc gia. Theo đó, các cá nhân (hoặc tổ chức) được gán giá trị và tầm vóc dựa trên sự hài hòa của các hành động của họ với một bộ luật danh dự cụ thể và quy tắc đạo đức của xã hội nói chung.
Samuel Johnson, trong A Dictionary of the English Language (1755), định nghĩa danh dự là có nhiều nghĩa, nghĩa đầu tiên trong số đó là " quý tộc của linh hồn, cao thượng và sự khinh miệt những gì hèn hạ ". Kiểu danh dự này xuất phát từ niềm vinh dự khi có hạnh kiểm đạo đức cá nhân và sự chính trực của người có nó. Mặt khác, Johnson cũng xác định danh dự trong mối quan hệ với "danh tiếng" và "danh tiếng"; "đặc quyền của cấp bậc hoặc sinh" và là "sự tôn trọng" của loại "đặt một cá nhân về mặt xã hội và xác định quyền ưu tiên của mình". Loại danh dự này thường không phải là một chức năng của sự xuất sắc về đạo đức hay đạo đức, vì nó là một hệ quả của quyền lực. Cuối cùng, liên quan đến vấn đề tình dục, danh dự theo truyền thống có liên quan đến (hoặc giống hệt) "khiết tịnh" hoặc "trinh tiết", hoặc trong trường hợp nam nữ kết hôn, "chung thủy". Một số người đã lập luận rằng danh dự nên được xem nhiều hơn như một dạng hùng biện, hoặc tập hợp các hành động có thể, hơn là một quy tắc.

## Bối cảnh xã hội

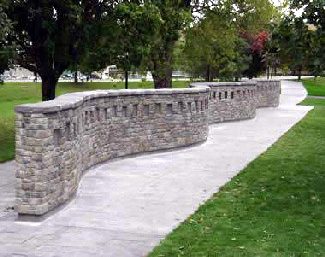
Bức tường danh dự, Đại học Quân sự Hoàng gia Canada

Danh dự như một quy tắc ứng xử xác định nhiệm vụ của một cá nhân trong một nhóm xã hội. Margaret Visser nhận xét rằng trong một xã hội dựa trên danh dự "một người là những gì anh ta hoặc cô ta đang ở trong mắt người khác". Một bộ luật danh dự khác với một bộ luật hợp pháp, cũng được xác định về mặt xã hội và liên quan đến công lý, trong danh dự đó vẫn tiềm ẩn chứ không rõ ràng và khách quan.
Người ta có thể phân biệt danh dự với nhân phẩm, mà Wordsworth đánh giá là được đo lường theo lương tâm của một cá nhân  thay vì chống lại sự phán xét của cộng đồng. So sánh cũng là khái niệm xã hội học của "bộ mặt xã hội".
Vào đầu thời trung cổ, danh dự của một lãnh chúa hoặc phụ nữ là nhóm các trang viên hoặc vùng đất mà anh ta hoặc cô ta nắm giữ. "Từ này lần đầu tiên được sử dụng chỉ ra một bất động sản mang lại phẩm giá và địa vị cho chủ sở hữu."  Đối với một người để nói "về danh dự của tôi" không chỉ là một sự khẳng định về tính chính trực và cấp bậc của anh ta hoặc cô ta, mà tính xác thực đằng sau cụm từ đó có nghĩa là anh ta hoặc cô ta sẵn sàng cung cấp tài sản như là cam kết và bảo đảm.
Khái niệm danh dự dường như đã giảm tầm quan trọng ở phương Tây hiện đại; lương tâm đã thay thế nó  trong bối cảnh cá nhân, và luật pháp (với các quyền và nghĩa vụ được xác định trong đó) đã diễn ra trong bối cảnh xã hội. Các khuôn mẫu phổ biến sẽ khiến nó tồn tại một cách dứt khoát hơn trong các nền văn hóa có truyền thống hơn (ví dụ Pashtun, Nam Ý, Ba Lan, Ba Tư, Thổ Nhĩ Kỳ, Ả Rập, Iberia, " Old South " hoặc Dixie) trong một nhận thức gần giống với chủ nghĩa phương Đông. Xã hội phong kiến hoặc xã hội nông nghiệp khác, tập trung vào sử dụng đất và quyền sở hữu đất đai, có thể có xu hướng "tôn vinh" hơn so với các xã hội công nghiệp đương đại. Lưu ý rằng Saint Anselm of Canterbury (khoảng 1033 - 1109) trong Cur Deus Homo đã mở rộng khái niệm danh dự từ xã hội phong kiến của chính ông để sáng tạo ra danh dự của Thiên Chúa.
Một sự nhấn mạnh về tầm quan trọng của danh dự tồn tại trong các thể chế truyền thống như quân đội (các sĩ quan phục vụ có thể tiến hành một tòa án danh dự) và trong các tổ chức có đạo đức quân sự, như các tổ chức Hướng đạo (cũng có "Tòa án Danh dự" ).
Danh dự trong trường hợp tình dục thường liên quan, về mặt lịch sử, với sự chung thủy: giữ gìn "danh dự" tương đương chủ yếu với việc duy trì sự trinh trắng của người độc thân và chế độ một vợ một chồng của toàn dân số. Các quan niệm xa hơn về loại danh dự này rất khác nhau giữa các nền văn hóa; một số nền văn hóa coi việc giết hại danh dự của các thành viên (chủ yếu là nữ) trong gia đình của một người là hợp lý nếu các cá nhân đã "làm ô uế danh dự của gia đình" bằng cách kết hôn với mong muốn của gia đình, hoặc thậm chí trở thành nạn nhân của cưỡng hiếp. Các nhà quan sát phương Tây thường xem những vụ giết người vì danh dự này là cách đàn ông sử dụng văn hóa danh dự để kiểm soát tình dục nữ.